# Carronada
La carronada es una pieza de artillería naval, fabricada en hierro, notablemente corta en longitud, diseñada en 1774 por el general Robert Melville  inicialmente para las fuerzas terrestres. Se lo conocía con el nombre de "Smasher" o "rompedor". Fue desarrollada en 1778 por la fundición Carron Iron Founding and Shipping Company de Falkirk, Escocia, de la cual recibió su nombre.
Su incorporación a la marina inglesa fue hecha por Charles Gascoigne, director de la Carron Company, en 1779. Por sus características, fue rápidamente aceptada por las naves mercantes para defenderse de los piratas. E igualmente por los corsarios, que debían capturar las naves sin hundirlas. La Royal Navy fue más reticente para su incorporación en la flota.

## Descripción
La carronada media entre 0,7 m a 1,6 m de largo, es decir, eran mucho más cortas que las piezas normales de artillería naval. Por ello a igual calibre o peso de la bala, era mucho más liviana. Una carronada de calibre 32 (160 mm) tenía un largo de 1,25 metros y un peso de 870 kilos. Un cañón tradicional del mismo calibre tenía un largo de 2,90 metros y un peso de 2800 kilos. Esto hacía a la carronada mucho más maniobrable.
Este tipo de cañón estaba montado sobre una plataforma sobre la que se desplazaba con el retroceso. Esto significaba un menor desequilibrio para la nave por lo que la fuerza para adrizar el navío era menor. De esta forma esta pieza podía ubicarse en las cubiertas superiores e incluso en el castillo de popa sin afectar la estabilidad del buque.
Por sus características requería menor cantidad de sirvientes comunes y especializados.
La carronada podía utilizar diversos tipos de proyectiles aunque preferentemente se usaban los racimos de metralla que por su gran potencia, aunque menor velocidad de perforación, rompían la jarcia y velas para inmovilizar la maniobrabilidad del barco enemigo. La gran cantidad de astillas de madera que arrancaba producía estragos en la marinería enemiga.
Utilizaba menor cantidad de pólvora por disparo. Un cañón normal de a 32 necesitaba 5 kilos mientras que una carronada de igual calibre solo 1,2 kilos. Por ello y por requerir menor cantidad de sirvientes permite obtener una mayor cadencia de fuego que la conseguible en piezas mayores. Esta característica fue importante para su inclusión en la armada española.
Algunos modelos incluían un tornillo sin fin que unía la caña del cañón con la cureña, lo que permitía subir y bajar rápidamente el alza, lo que aumentaba su eficacia.
Sin embargo la carronada era menos precisa y tenía un alcance de un tercio del alcance los cañones usuales, lo que se compensaba con las tácticas de ataque rápido y retirada. 
En España fue probada por primera vez en el navío Santa Ana . El Santísima Trinidad fue armado con 18 carronadas. Solo en 1774 llegaron a España 424 cañones fabricados por la firma Carron y en años posteriores la Real Fábrica de Artillería de La Cavada también proporcionó a la marina piezas de este tipo.

## Partes
|                        | Español                    | Inglés                  |
| ---------------------- | -------------------------- | ----------------------- |
| Pieza de artillería    | Cañón                      | Barrel                  |
| Pieza de artillería    | Bocal                      | Muzzle                  |
| Pieza de artillería    | Agujero de ventilación     | Vent hole               |
| Pieza de artillería    | Mira posterior             | Aft sight               |
| Pieza de artillería    | Mira anterior              | Dispart sight           |
| Pieza de artillería    | Primer anillo de refuerzo  | First reinforcing ring  |
| Pieza de artillería    | Segundo anillo de refuerzo | Second reinforcing ring |
| Pieza de artillería    | Pivote de elevación        | Elevation pivot         |
| Pieza de artillería    | Tornillo de cierre         | Breech bolt             |
| Afuste                 |                            | Carriage                |
| Corredera              |                            | Mobile pedestal         |
| Corredera              | Rueda                      | Wheel                   |
| Corredera              | Pivote azimutal            | Azimutal pivot          |
| Corredera              | Taco de madera             | Chock                   |
| Mecanismo de elevación | Rosca de elevación         | Elevation thread        |
| Mecanismo de elevación | Tuerca de elevación        | Pommel                  |